# 腋窩動脈
腋窩動脈(えきかどうみゃく、英：axillary artery)は、胸部や脇の下、上肢を栄養する大きな動脈である。鎖骨下動脈が脇の下付近にさしかかり、腋窩動脈と呼び名を変える。大円筋下縁を通過後、上腕動脈と呼ばれる。

## 構造
小胸筋との位置関係に基づき以下の3部から構成される。
- 第1部：小胸筋より上部に位置する。
- 第2部：小胸筋の後部に位置する。
- 第3部：小胸筋より下部に位置する。

## 神経や静脈との関係
腋窩動脈は腋窩静脈の外側を併走する。
腋窩では、腋窩動脈は腕神経叢に囲まれ、腕神経叢の神経束の名前に関係している。たとえば、腕神経叢の後神経束は腋窩動脈の後面を走るためにそう呼ばれている。

## 枝
腋窩動脈はいくつかの小さな枝を持つ。心臓に近い順に並べると以下のようになり、「さきがけ前後」と覚える。
- 最上胸動脈（さいじょうきょうどうみゃく）
- 胸肩峰動脈（きょうけんぽうどうみゃく）
- 外側胸動脈（がいそくきょうどうみゃく）
- 肩甲下動脈（けんこうかどうみゃく）
- 前上腕回旋動脈（ぜんじょうわんかいせんどうみゃく）
- 後上腕回旋動脈（ごじょうわんかいせんどうみゃく）

大円筋より下方にくると上腕動脈として続く。

## 臨床的意義
腋窩動脈の近位端に限り、腕を危険にさらすことなく安全に締め付けることができる。また、肩甲骨を囲む動脈網をつくり、肩甲深動脈や肩甲浅動脈と吻合する。右腋窩動脈は心臓手術（特に大動脈乖離など）の際、挿管部位としてよく使われる。